# Правобережная Украина
Правобережная Украина (укр. Правобережна Україна), Правобережье (укр. Правобережжя), Тогобочная Украина (укр. Тогобічна Україна), Заднепровский край (укр. Задніпровський край) — административно-политическое образование казачества на правом берегу реки Днепр в составе Речи Посполитой во 2-й половине XVII — начале XVIII веков, затем историческая область.
Являлась правобережной частью исторической области Поднепровская Украина (не путать с современным государством Украина).
Период истории до начала 1680-х годов в историографии иногда именуется «Руиной».

## История
В октябре 1660 года, после поражения от польско-крымских войск, в результате подписания гетманом Ю. Б. Хмельницким Слободищенского трактата с Речью Посполитой, по которому он обязался воевать с Русским государством и не нападать на Крымское ханство, казаки Левобережья Украины не признали Слободищенский трактат, сочли гетмана Ю. Б. Хмельницкого изменником, вынудив бежать его на Правобережье, где он стал фактически первым гетманом Правобережной Украины (до 1662 года).
В 1663 году произошло окончательное разделение на Правобережную и Левобережную Украину, когда на обеих сторонах Днепра были выбраны свои гетманы. Правобережье в это время включало часть Малопольской провинции Королевства Польского, на которую с 1648 года распространялась власть гетмана Б. М. Хмельницкого и которая вошла в состав Русского государства в соответствии с принятыми на основании обращений Б. М. Хмельницкого и решений Земских соборов в Москве (май/июнь и октябрь 1653 года) и Переяславской Рады 1654 года.
В 1663—1664 годах правобережный гетман П. И. Тетеря, пытаясь вернуть Левобережную Украину, участвовал в походе польского короля Яна II Казимира. После возвращения польского войска в Речь Посполитую военные действия перенеслись на Правобережную Украину, где Тетере пришлось отражать нападение отрядов кошевого атамана И. Д. Серко и московского воеводы Г. И. Косагонова.
В 1664—1665 годах на Правобережье вспыхнуло Правобережное восстание против Польши и её ставленников, которое было жестоко подавлено.
В 1667 году принадлежность Правобережья Речи Посполитой была закреплена Андрусовским перемирием, в это время появился и сам термин «Правобережная Украина» (хотя самого термина в тексте Андрусовского перемирия нет).
В 1668 году гетман П. И. Дорошенко, воспользовавшись недовольством левобережных казаков политикой московских властей прекратившим Русско-польскую войну 1654—1667 годов, а также действиями московской воеводской администрации, при содействии гетмана И. М. Брюховецкого на короткое время подчинил своей власти часть полков, находившихся на Левобережье Днепра.
В 1669 году П. И. Дорошенко подписал соглашение с правительством Османской империи о переходе казаков Правобережной Украины в турецкое подданство.
В 1672 году польско-турецкий Бучачский мир разделил Правобережную Украину две части: Подолье (область по Бугу и Левобережью Днестра) овладела Османская империя (до 1699 года); Брацлавщина (часть нынешней современных Винницкой и части Хмельницкой области) и южная Киевщина попали под власть правобережного казацкого гетмана-вассала Турции — П. Д. Дорошенко признававшего над собой верховную власть турецкого султана.
В 1674 году И. С. Самойлович, избранный «гетманом обоих берегов», вместе с воеводой Г. Г. Ромодановским совершил поход на Правобережную Украину и подчинил там себе большую часть полков (кроме Чигиринского), но ввиду недостатка сил отступил обратно.
В 1676 году И. С. Самойловичу удалось осадить Чигирин, и П. Д. Дорошенко, полностью потерявший социальную опору в связи со своим протурецким внешнеполитическим курсом, был вынужден сдаться.
В 1676—1681 годах в ходе русско-турецкой войны на территории Правобережной Украины развернулись военные действия во время Чигиринских походов (1677, 1678), а в 1679 И. С. Самойлович при содействии русского правительства (рассчитывало добиться очищения приграничной части Правобережья от мобильного вооружённого населения) приступил к переселению казаков Правобережной Украины на территорию Слободской Украины («великий сгон»), в ходе которого была переселена значительная часть населения (ок. 20 тыс. семей казаков) и сожжена большая часть местечек и сёл Правобережной Украины. После этого Правобережная Украина, как административно-политическое образование на некоторое время фактически прекратила существование, при этом сохранились пять из её полков.
В 1683 году турецкое господство на Правобережной Украине было ликвидировано.
В 1684 году, польский король Ян III Собеский желая получить поддержку казаков во время польско-турецкой войны (1683—1699) восстановил автономию казачества Правобережной Украины и в определённых рамках военно-административного управления, назначил туда гетманом А. М. Могилу (1684—1689). Был составлен реестр, который включил 2 тысячи казаков, впоследствии активно участвовавших в польско-турецкой войне. Кроме того, Ян III Собеский старался заселить обезлюдевший край, привлекая различными льготами население с Волыни, Подолья и Молдавии. Часть переселенцев перешла из Левобережной Украины, что вызвало негативную реакцию гетмана И. С. Самойловича, запретившего переселение левобережных казаков и крестьян на Правобережье. Казацким полковникам С. Ф. Палию, С. И. Самусю, З. Ю. Искре и А. М. Абазину удалось обустроить собственные полки, решить отчасти проблему заселения Правобережной Украины. Казакам удалось в это время вытеснить из Правобережной Украины католическую шляхту, появившуюся здесь после 1679 года. Однако православная Церковь попала в тяжёлое положение, к 1703 году, там не существовало ни одной православной епархии.
В 1698—1699 годах в результате войны против Турции по условиям Карловицкого мира, Турецкое Подолье было возвращено в состав Речи Посполитой, правительство которое решило отменить автономию и распустить реестр, что стало главной причиной восстания С. Ф. Палия.
В 1702—1704 годах на Правобережной Украине вспыхнуло восстание Палия против польских властей. В условиях Северной войны Пётр I до этого поддерживающий Палия, не желая портить отношений со своим союзником польским королём Августом II в борьбе со Швецией, разрешил левобережному гетману И. С. Мазепе в апреле 1704 года занять Правобережную Украину с целью прекращения восстания. 1 (12) августа Мазепа захватил в плен Палия и отправил его в Москву. В связи с приходом к власти в Речи Посполитой креатуры и сторонника шведского короля Карла XII Станислава Лещинского Мазепа продолжил контролировать территорию Правобережной Украины до 1709 года, фактически став гетманом «обоих берегов».
В 1709 году после измены Мазепы на Правобережную Украину были введены русские войска.
В 1711 году согласно условиям русско-турецкого Прутского мира, царь Пётр I отказался от претензий на Правобережную Украину.
В 1711-1714 годах Правобережная Украина находилась под формальным контролем Османской империи. В 1712 году султан Ахмед III своим привилеем передал её под управление изменившего царю Петру I гетману Ф. С. Орлика. К 1714 году, в соответствии с русско-турецким Прутским миром и Адрианопольским миром 1713 года, русские войска оставили Правобережную Украину, при этом многие казаки и крестьяне были переселены на Левобережную Украину. Согласно дополнительным статьям к Адрианопольскому миру от 12(23) апреля 1714 года, турецкий султан разрешил занять Правобережную Украину войскам Речи Посполитой, сейм которой ещё в 1712 принял решение об упразднении полков Правобережной Украины.
Вместе с восстановлением полноты польских власти началась реставрация порядков, существовавших на Правобережье до 1648 года. После ликвидации автономии, упразднения казачества и реставрации магнатского землевладения в 1710-х гг. подавляющая часть сельского населения Правобережья стала крестьянами (польск. «хлопы»), которые делились на свободных (кметы, чиншовые), владельческих (пидсадки, городники, халупники) и батраков (пидсусидки, захребетники, коморники). Большая часть земельного фонда, а также отданные в пожизненное владение королевские имения были сосредоточены в руках польско-литовских магнатов — Любомирских, графов Потоцких, князей Чарторыйских, Яблоновских, Сангушко и Тышкевичей. Магнаты, получившие возможность наследствия владения правобережными староствами, фактически самостоятельно распоряжались в них. Столкнувшись с проблемой слабой заселённости территории, магнаты поощряли переселение на свои земли крестьян с Волыни и Подолья, освобождая новоприбывших от любых повинностей на срок до 30 лет. Шляхетское землевладение было развито слабо. Представители шляхты часто брали землю в аренду у магнатов, многие шляхтичи служили им, становясь официалистами (по сути, служащими). С середине XVIII века можно говорить о начавшемся процессе обнищания шляхты. Оставшиеся на Правобережной Украине представители казацкой старшины, как и православная шляхта, для сохранения своего общественного положения приняли католицизм. Большая часть евреев проживала в городах, составляя до 70-80 % местного городского населения, численность которого превышала экономические возможности городов и вынуждала часть еврейского населения переселяться в сельскую местность, арендуя земельные владения у представителей шляхты. Религиозная политика властей Речи Посполитой и усиливавшийся процесс закрепощения населения привели к появлению гайдамацкого движения, которое достигло наибольшего размаха в 1730-60-е годах и вылилось в восстания 1734, 1750 и 1768 годов. К 1793 население Правобережной Украины насчитывало около 3 миллионов человек. Подавляющее большинство составляло православное население, также там проживало около 200 тысяч поляков-католиков и около 200 тысяч иудеев.
В 1793 году в результате второго раздела Польши, согласно манифесту Екатерины II от 27 марта, Правобережная Украина вошла в состав Российской империи. На части территории была создана Брацлавская губерния, другая часть в 1796 году включена в состав Киевского наместничества.
Во время Великой Отечественной войны (1941—1945) на территории Правобережной Украины происходила битва за освобождение её территории от войск нацистской Германии. Она осуществлялась в ходе Днепровско-Карпатской стратегической наступательной операции (24 декабря 1943 — 17 апреля 1944) Красной армии Вооружённых сил СССР, включающей ряд фронтовых операций, объединённых общим стратегическим замыслом.
Ныне территорию Правобережной Украины занимают большие части Киевской и Черкасской областей, а также части Житомирской, Винницкой и Кировоградской областей Украины.

## Административно-политическое деление
На востоке территория Павобережная Украина начиналась от реки Днепр, на севере доходила до реки Припять, на западе — до Подолья (входило до 1672) и Полесья, на юге охватывала среднее течение Днестра, Южного Буга и Днепра. Центры: города Чигирин (до кон. 1670-х гг.), Немиров (1680-е гг.), Фастов (1700-е гг.).
Среди крупнейших городов: Белая Церковь, Богуслав, Брацлав, Винница, Животов, Житомир, Корсунь, Умань, Черкассы. Сохранила существовавшее деление на полки: Белоцерковский (до 1674), Брацлавский (до 1712), Винницкий (до 1712), Каневский (до 1712), Корсунский (до 1712), Могилёвский (1674—1676), Подольский (до 1676), Паволочский (до 1674), Уманский (до 1674), Черкасский (до 1676), Чигиринский (до 1680-х гг.).
Военно-административное управление на Правобережной Украины в целом было схоже с управлением на Левобережной Украине.